# ماريان ويرديل
ماريان ويرديل (بالإنجليزية: Marianne Werdel)‏ مواليد 17 أكتوبر 1967 في لوس أنجلوس، هي لاعبة كرة مضرب أمريكية سابقة بدأت مسيرتها كمحترفة سنة 1986 وكانت تلعب باليد اليمنى. أعلى تصنيف لها في الفردي كان المركز الـ 21 في سنة 1995. أعلى تصنيف لها في الزوجي كان المركز الـ 45 في سنة 1992.

## روابط خارجية
- ماريان ويرديل على موقع رابطة محترفات التنس (الإنجليزية)
- ماريان ويرديل على موقع الاتحاد الدولي لكرة المضرب (الإنجليزية)
- ماريان ويرديل على موقع خلاصة التنس.كوم (الإنجليزية)